# Грижинці
Гри́жинці — село в Україні, у Гніванській міській громаді Вінницького району Вінницької області. Населення становить 769 осіб.

## Географія
Селом протікає річка Мокриця, ліва притока Південного Бугу.

## Населення
Згідно з переписом УРСР 1989 року чисельність наявного населення села становила 772 особи, з яких 372 чоловіки та 400 жінок.
За переписом населення України 2001 року в селі мешкало 767 осіб.

### Мова
Розподіл населення за рідною мовою за даними перепису 2001 року:
| Мова       | Кількість | Відсоток |
| ---------- | --------- | -------- |
| українська | 741       | 96.36%   |
| російська  | 27        | 3.51%    |
| білоруська | 1         | 0.13%    |
| Усього     | 769       | 100%     |

## Постаті
- Куртаніч Фелікс Валерійович (1996—2022) — старший сержант Збройних сил України, учасник російсько-української війни.